# ケーナイン・レコーズ
ケーナイン・レコーズ（Kanine Records）は、アメリカ合衆国ニューヨーク州ブルックリンのインディー・レコードレーベル。主にインディー・ロックを扱っており、グリズリー・ベア(Grizzly Bear)、サーファー・ブラッド(Surfer Blood)、チェアリフト(Chairlift)を輩出したことで知られている。

## 概要
2002年、Lio KanineとKay Kanineによってブルックリンのウィリアムズバーグで設立される。レーベルの最初のリリースは地元の未契約アーティストを多数収録した『NY: The Next Wave』のコンピレーションアルバムだった。2004年にはグリズリー・ベア(Grizzly Bear)のデビューアルバム『Horn of Plenty』をリリース。2008年、チェアリフト(Chairlift)のデビューアルバム『Does You Inspire You』、2010年にはサーファー・ブラッド(Surfer Blood)のデビューアルバム『アストロ・コースト』をリリースするなど、インディー・ロックミュージシャンを多数輩出している。2011年、ビルボード誌が発表したアメリカのインディーレーベル・ベスト50に選ばれている。

## 主なアーティスト
かつて契約していたアーティストを含む
- Beach Day
- Bleeding Rainbow
- The Blow
- Braids
- Chairlift - チェアリフト
- The Depreciation Guild
- Dinowalrus
- Drink Up Buttercup
- Eternal Summers
- Grizzly Bear - グリズリー・ベア
- Holy Hail
- Mixel Pixel
- Northern State
- Oxford Collapse
- Princeton
- Professor Murder
- Royal Baths
- The Rumble Strips
- Splashh
- Surfer Blood - サーファー・ブラッド
- The Whip - ザ・ウィップ
- Young Prisms
- ZAZA